# Pierluigi Casiraghi
Pierluigi Casiraghi (* 4. března 1969, Monza, Itálie) je bývalý italský fotbalový útočník a trenér.

## Klubová kariéra
Fotbalově vyrůstal v Monze, kde v sezoně 1985/86 v 16 letech odehrál první utkání za dospělé. Tady hrál čtyři roky a zažil sestupy z druhé ligy i postupy zpět.
Do Juventusu byl prodán v roce 1989 za 6,4 miliard lir. Trenér Dino Zoff jej staví často a on se mu odvděčí celkem 9 vstřelenými brankami. Pomáhá získat pohár UEFA, když pomohl porazit ve finále Fiorentinu a také v italském poháru. V následující sezoně má klub nového trenéra Maifrediho. On sám vstřelil celkem 14 branek, ale v evropském poháru došel do semifinále v poháru PVP a v lize skončil na špatném 7. místě. Po neúspěšné sezoně se vrátil trenér Giovanni Trapattoni a ten vrátil Bianconeri na 2. místo v lize. Pierluigi přispěl 7 góly v lize a podruhé za sebou hrál neúspěšné finále v italském poháru. V sezoně 1992/93 přišli do klubu nový útočníci (Vialli a Ravanelli) a na něj již nebylo místo. I tak nastoupil celkem do 29 utkání při niž vstřelil jen 5 branek a oslavuje zisk druhého poháru UEFA. Za 4 roky odehrál celkem 147 utkání a vstřelil 36 branek.
Dne 6. srpna 1993 se Juventus dohodl s Laziem nejprve na hostování a poté na přestupu. Celkem stál 11,5 miliard lir. Hodně o něj stál trenér Dino Zoff, který jej znal z dřívějšího angažmá z Juventusu. Za Lazio hrál pět let a za tuhle dobu získal jen Italský pohár 1997/98. Nejlepší sezonu odehrál 1995/96, když vstřelil celkem 18 branek (14 v Serii A). Nejlepšího umístění v lize dosáhl s klubem v sezoně 1994/95. Bylo to 2. místo, 10 bodů za Juventusem. Také hrál ve finále v poháru UEFA 1997/98, ale prohrál s Interem. Za 5 let odehrál celkem 188 utkání a vstřelil 56 branek.
V létě 1998 se věku 29 let rozhodl přestoupit za 7 750 000 Euro do Chelsea. V klubu se potkal s Viallim a také s kolegy z reprezentace (Gianfranco Zola a Roberto Di Matteo). S klubem získal Superpohár UEFA 1998. Dne 8. listopadu 1998 si zlomil koleno na několika místech po střetu se Hislopem, brankářem West Hamu. Náraz byl takový, že už nikdy neodehrál žádné utkání. Navzdory četným operacím se již nezotavil a 4. srpna 2000, ve věku pouhých 31 let, ukončil fotbalovou kariéru.

## Přestupy
- z Monza do Juventus za 3 300 000 Euro
- z Juventus do Lazio za 775 000 Euro (hostování)
- z Juventus do Lazio za 5 170 000 Euro
- z Lazio do Chelsea za 7 750 000 Euro

## Hráčská statistika
| Sezóna  | Klub     | Liga           | Liga   | Liga | Ligové poháry | Ligové poháry | Ligové poháry | Kontinentální poháry | Kontinentální poháry | Kontinentální poháry | Celkem | Celkem |
| Sezóna  | Klub     | Soutěž         | Zápasy | Góly | Soutěž        | Zápasy        | Góly          | Soutěž               | Zápasy               | Góly                 | Zápasy | Góly   |
| ------- | -------- | -------------- | ------ | ---- | ------------- | ------------- | ------------- | -------------------- | -------------------- | -------------------- | ------ | ------ |
| 1985/86 | Monza    | Serie B        | 12     | 1    | IP            | 2             | 0             | -                    | 0                    | 0                    | 14     | 1      |
| 1986/87 | Monza    | Serie C1       | 25     | 6    | IP            | 5             | 2             | -                    | 0                    | 0                    | 30     | 8      |
| 1987/88 | Monza    | Serie C1       | 30     | 12   | IP            | 4             | 0             | -                    | 0                    | 0                    | 38     | 14     |
| 1988/89 | Monza    | Serie B        | 27     | 9    | IP            | 4             | 1             | -                    | 0                    | 0                    | 31     | 10     |
| 1989/90 | Juventus | Serie A        | 23     | 4    | IP            | 8             | 2             | UEFA                 | 11                   | 3                    | 42     | 9      |
| 1990/91 | Juventus | Serie A        | 24     | 8    | IP+IS         | 4+1           | 2+0           | PVP                  | 6                    | 4                    | 35     | 14     |
| 1991/92 | Juventus | Serie A        | 33     | 7    | IP            | 8             | 1             | -                    | 0                    | 0                    | 41     | 8      |
| 1992/93 | Juventus | Serie A        | 18     | 1    | IP            | 6             | 1             | UEFA                 | 5                    | 3                    | 29     | 5      |
| 1993/94 | Lazio    | Serie A        | 26     | 4    | IP            | 2             | 0             | UEFA                 | 3                    | 1                    | 31     | 5      |
| 1994/95 | Lazio    | Serie A        | 34     | 12   | IP            | 6             | 3             | UEFA                 | 7                    | 0                    | 47     | 15     |
| 1995/96 | Lazio    | Serie A        | 28     | 14   | IP            | 3             | 0             | UEFA                 | 4                    | 4                    | 35     | 18     |
| 1996/97 | Lazio    | Serie A        | 24     | 8    | IP            | 4             | 2             | UEFA                 | 3                    | 1                    | 31     | 11     |
| 1997/98 | Lazio    | Serie A        | 28     | 3    | IP            | 6             | 0             | UEFA                 | 10                   | 4                    | 44     | 7      |
| 1998/99 | Chelsea  | Premier League | 10     | 1    | AP            | 0             | 0             | PVP+ES               | 4+1                  | 0                    | 15     | 1      |
| 1999/00 | Chelsea  | Premier League | 0      | 0    | AP            | 0             | 0             | LM                   | 0                    | 0                    | 0      | 0      |
| Celkem  | Celkem   | Celkem         | 342    | 90   | -             | 67            | 16            | -                    | 54                   | 20                   | 463    | 126    |

## Reprezentační kariéra
Za reprezentaci odehrál 44 utkání a vstřelil 13 branek. První utkání odehrál ve 22 letech 13. února 1991 proti Belgii (0:0). První branku vstřelil 19. února 1992 proti San Marinu (4:0). Byl v nominaci na MS 1994, kde odehrál tři utkání a domů si odvezl stříbrnou medaili. Také byl na neúspěšném ME 1996. Na MS 1998 povolán nakonec nebyl a místo něj odjel Roberto Baggio. Poslední utkání tak odehrál 22. dubna 1998 proti Paraguayi (3:1).

### Statistika na velkých turnajích
| Reprezentace | Rok     | Zápasy             | Zápasy | Zápasy    | Zápasy           | Zápasy           | Zápasy   |
| Reprezentace | Rok     | Fáze turnaje       | Datum  | Soupeř    | Odehraných minut | Vstřelené branky | Výsledek |
| ------------ | ------- | ------------------ | ------ | --------- | ---------------- | ---------------- | -------- |
| Itálie       | MS 1994 | 2 zápas ve skupině | 23. 6. | Norsko    | 69               | 0                | 1:0      |
| Itálie       | MS 1994 | 3 zápas ve skupině | 28. 6. | Mexiko    | 45               | 0                | 1:1      |
| Itálie       | MS 1994 | Semifinále         | 13. 7. | Bulharsko | 90               | 0                | 2:1      |
| Itálie       | ME 1996 | 1 zápas ve skupině | 11. 6. | Rusko     | 80               | 2                | 2:1      |
| Itálie       | ME 1996 | 2 zápas ve skupině | 14. 6. | Česko     | 32               | 0                | 1:2      |
| Itálie       | ME 1996 | 3 zápas ve skupině | 19. 6. | Německo   | 90               | 0                | 0:0      |

## Úspěchy

### Klubové
- 2× vítěz italského poháru (1989/90, 1997/98)
- 1× vítěz anglického poháru (1999/00)
- 2× vítěz Poháru UEFA (1989/90, 1992/93)
- 1× vítěz evropského superpoháru (1998)

### Reprezentační
- 1× na MS (1994 – stříbro)
- 1× na ME (1996)